# Olivier Mongin
Olivier Mongin (1951) es un editor, ensayista, y director de la revista francesa de pensamiento contemporáneo Esprit desde 1988. Alumno de Paul Ricœur en su formación como filósofo. 
Desde 1985 codirige la colección "La couleur des idées" (El color de las ideas) en las ediciones Seuil.
Entre 1993 y 1997 dirigió la colección "Questions de société" (Cuestiones de sociedad) en las ediciones Hachette.
Miembro de la comisión creada por el presidente francés Jacques Chirac sobre la violencia en la televisión. 

## Obra
- El miedo al vacío.Ensayo sobre las pasiones democráticas.(1993: Fondo de Cultura Económica) Original francés en 1989.
- Violencia y cine contemporáneo.(2002:Paidós) Original francés en 1999.
- La condición urbana.La ciudad en épocas de mundialización. (2006:Paidós) Original francés en 2005.

### En francés
- La Peur du Vide; Essai sur les Passions démocratiques I, París Seuil, 1991; reed. Poche 2003.

- Paul Ricœur, París, Seuil, 1994; reed. Poche Points, 1998.

- Face au scepticisme. Les mutations du paysage intellectuel, La Découverte, 1994; reed. Pluriel, 1998.

- Vers la troisième Ville ? préface de Christian de Porzamparc, Hachette, 1995.

- Buster Keaton, l'Étoile filante, Hachette, 1995.

- La violence des images. Essai sur les Passions démocratiques II, Seuil, 1997.

- L’Après-1989, Les nouveaux langages du politique, Hachette Littérature, 1998.

- Éclats de rire. Variations sur le corps comique. Essai sur les Passions démocratiques III, Seuil, 2002.

- L’artiste et le politique – Éloge de la Scène dans la société des écrans, entretien mené par Philippe Petit, Textuel, 2004.

- Paul Ricœur – De l’Homme coupable à l’homme capable, avec Michaël Fœssel, ADPF, 2005.

- La condition urbaine, la ville à l'heure de la mondialisation, Seuil, 2005 ; reed. coll. poche Points Seuil, 2007.

- De quoi rions-nous ? La société et ses comiques, Plon, 2006 ; reed. Coll. de poche Pluriel/Hachette, 2007.

- Sarkozy - Corps et âme d'un président, par Olivier Mongin et Georges Vigarello, Perrin, 2008.

- La Ville des flux : L'envers et l'endroit de la mondialisation urbaine, Fayard, 2013